# With you and the Rain
With you and the Rain (jap. 雨と君と Ame to Kimi to) ist eine Mangaserie von Mangaka Kō Nikaido. Sie erscheint in Japan seit 2020 und wurde unter anderem ins Deutsche übersetzt. 2025 startete eine Umsetzung als Anime.

## Inhalt
Auf ihrem Weg nach Hause findet eine junge Frau eine Kiste im Regen mit einem Tier darin, das sie für einen Hund hält. Doch eigentlich handelt es sich um einen Tanuki, der sie darum bittet, adoptiert zu werden – indem er das auf die Pappe schreibt und ihr einen Schirm schenkt. Sie nimmt ihn auf und ist, wie ihre Mitmenschen, weiter davon überzeugt, dass es sich um einen Hund handelt. Schließlich schreibt das Tier dies jedem auf seinen Schreibblock. So bestreiten die Frau und der Tanuki von nun an ihren Alltag gemeinsam und es kommt zu allerlei Begegnungen mit anderen Menschen, darunter besonders das Nachbarsmädchen Kii Krause und deren Shiba Inu, der den Tanuki nicht leiden kann.

## Veröffentlichung
Die Serie startete im August 2020 im Magazin Young Magazine, wo sie seither in einzelnen Kapiteln erscheint. Diese werden vom Verlag Kodansha auch in bisher acht Sammelbänden herausgebracht (Stand Juli 2025). Eine deutsche Fassung erscheint seit Dezember 2024 bei Manga Cult in bisher fünf Bänden (Stand August 2025). Die Übersetzung stammt von Rahel Niedermann. Auf Englisch wird die Serie vom amerikanischen Ableger von Kodansha herausgegeben.

## Anime-Adaption
Im August 2024 wurde für 2025 eine Umsetzung des Mangas als Anime-Fernsehserie angekündigt. Sie startete am 5. Juli 2025 bei Crunchyroll im Originalton mit deutschen Untertiteln.